# Космін Четрою
Космін Четрою (рум. Cosmin Chetroiu; 31 березня 1987, м. Петрошань, Румунія) — румунський саночник, який виступає в санному спорті, здебільшого в парному розряді, на професіональному рівні з 2000 року. Дебютував в національній команді, як учасник зимових Олімпійських ігор в 2006 році (18 місце), а в 2010 році досяг 17 місця в парному розряді. Такі ж скромні результати на світових форумах саночників. В парному розряді виступає разом з саночником Йонут Тараном з 2000 року.